# Phasmodinae
Phasmodinae es una subfamilia de insectos ortópteros de la familia Tettigoniidae. Tiene un solo género Phasmodes, que es originario de Australia Occidental.

## Especies
Incluye las siguientes especies:
- Phasmodes jeeba Rentz, 1993
- Phasmodes nungeroo Rentz, 1993
- Phasmodes ranatriformis Westwood, 1843